# Дуэ Шмидт, Стефан
Стефан Дуэ Шмидт (дат. Stefan Due Schmidt; род. 28 августа 1994 года, Копенгаген, Дания) — датский конькобежец. Участник зимних Олимпийских игр 2018 года.

## Биография
Стефан Дуэ Шмидт родился в столице Дании — Копенгагене. Его отец работает фотографом, а мать — медсестра в военном госпитале. Впервые на коньки стал в 2001 году. Профессионально тренироваться начал в 2008 году на базе клуба «HLF72». Длительное время провёл на тренировках в таких странах, как Нидерланды и Германия. С 2007 года и по настоящее время тренируется под руководством Йеспера Карлсона (дат. Jesper Carlson). Датский конькобежец Филипп Дуэ Шмидт приходится родным братом Стефану.

### Спортивная карьера
На данный момент Стафан не добыл медали на каких либо соревнованиях. Лучшим его выступлением было участие на чемпионате Европы по конькобежному спорту 2013 года, что проходил в голландском городе — Херенвен. В итоговой квалификации результатом 118,212 он занял двадцать второе место.
На зимних Олимпийских играх 2018 Стафан был заявлен для участия в масс-старте. 24 февраля в финальном забеге масс-старта Дуэ Шмидт финишировал с результатом 7:47.53. В общем итоге он занял 13-е место.